# Облвиконкомзах
Обласний виконавчий комітет рад робітничих, солдатських та селянських депутатів Західної області та фронту (Облвиконкомзах) — перший найвищій законодавчий (між з'їздами Рад) орган радянської влади на Західному фронті та в Західній області.
Працював з 9 грудня 1917 р. по 2 січня 1919 р. у Мінську (19 лютого 1918 р. був евакуйований до Смоленська). Створений в наслідку злиття виконкомів обласної Ради робітничих та селянських депутатів, Ради селянських депутатів Мінської та Віленської губерній та Фронтового комітету Західного фронту.
Під керівництвом Північно-Західного обласного комітету РКП(б) очолював усе воєнно-політичне та господарське життя Західної області та фронту.
Був ліквідований у зв'язку зі створенням Тимчасового робітничо-селянського уряду Білорусі.
Очолювали його: М.Рагазинський за ним О.Мясніков — голова, М. І. Кривошеін, П.Козлов — помічники голови, І.Алібегав, П. П. Осіпав — секретарі.